# Riot Games
A Riot Games, Inc. é uma desenvolvedora, editora e organizadora de torneios de esportes eletrônicos americana com sede em West Los Angeles, Califórnia. Foi fundada em setembro de 2006 por Brandon Beck e Marc Merrill para desenvolver League of Legends e passou a desenvolver vários jogos de histórias derivadas (spin-off) e o jogo de tiro em primeira pessoa não relacionado ao seu jogo principal, Valorant. Em 2011, a Riot Games foi adquirida pelo conglomerado empresarial chinês Tencent. A Riot Games não faz seus títulos spin-offs, trabalho este executado pelo seu braço editorial, chamado de Riot Forge, que supervisiona a produção de spin-offs de League of Legends por outros desenvolvedores. A empresa trabalhou com o estúdio de animação francês Fortiche para produzir e lançar Arcane, uma série de televisão baseada no universo de League of Legends.
A Riot Games opera e organiza 14 ligas regionais de esports de League of Legends, o Campeonato Mundial de League of Legends e o Valorant Champions Tour.
A empresa, que tinha 24 escritórios em todo o mundo em 2018, vende patrocínios corporativos, produtos e direitos de streaming para suas ligas.
Em 2020, adquiriu a Hypixel Studios, resposável pela criação do jogo Hytale, que ainda não foi lançado.
A Riot já enfrentou denúncias e processos alegando uma cultura tóxica no local de trabalho, incluindo discriminação de gênero e assédio sexual. A empresa foi criticada pelo uso de cláusula arbitral em resposta a essas alegações.

## História
Os fundadores da Riot Games, Brandon "Ryze" Beck e Marc "Tryndamere" Merrill, tornaram-se amigos enquanto colegas de quarto na Universidade do Sul da Califórnia, onde os dois estudaram negócios. Beck e Merrill acreditavam que muitos desenvolvedores de videogames desviavam seu foco para lançar jogos diferentes com muita frequência, distinguindo Defense of the Ancients como um exemplo de que os jogos poderiam ser monetizados a longo prazo. Eles também se inspiraram em designers de videogames asiáticos que lançavam seus jogos sem custo inicial (free-to-play) e, em vez disso, cobravam por vantagens adicionais, conhecidas como microtransações, que são a forma principal de monetizar seus jogos.
Em 2008, a Riot Games obteve um financiamento inicial de 7 milhões de dólares fornecidos pelas empresas de capital de risco Benchmark Capital e Firstmark Capital. Em uma segunda rodada de financiamentos em 2009, a empresa obteve US$8 milhões Benchmark, Firstmark e tecnologia da gigante chinesa Tencent. No início de 2011, a Tencent Holdings comprou uma participação majoritária na Riot Games. Embora os detalhes deste acordo nunca tenham sido divulgados, a Bloomberg Businessweek e a VentureBeat estimam que a transação seja cerca de US$ 350 a US$ 400 milhões.
Os funcionários da empresa incluem veteranos de Defense of the Ancients (DotA), como o desenvolvedor de DotA Steve "Guinsoo" Feak e o fundador do fansite DotA-Allstars.com Steve "Pendragon" Mescon, Supremo. A Riot Games também emprega ex-funcionários da Blizzard Entertainment. Em 12 de julho de 2013, o Business Insider classificou a Riot Games em #4 na lista das 25 melhores empresas de tecnologia para se trabalhar em 2013.
Marc "Tryndamere" Merrill, presidente da Riot, respondeu à perguntas da comunidade de League of Legends no Reddit em 3 de maio de 2012.
Em 2015, foi anunciado que a Tencent oficializou a compra da parte que faltava da empresa, tornando-se dona em sua totalidade da empresa.

## Jogos
| Nome                         | Lançamento            | Gênero                       | Plataforma                                                                    | Fonte                |
| ---------------------------- | --------------------- | ---------------------------- | ----------------------------------------------------------------------------- | -------------------- |
| League of Legends            | 27 de outubro de 2009 | MOBA                         | Windows/Mac                                                                   |                      |
| Teamfight Tactics            | 26 de junho de 2019   | Auto Battler                 | Windows/Mac/Android/iOS                                                       |                      |
| Legends of Runeterra         | 29 de abril de 2020   | Jogo de cartas colecionáveis | Android/iOS/Windows                                                           |                      |
| League of Legends: Wild Rift | 2020 Beta             | MOBA                         | Android/iOS/Console                                                           | [ 16 ]               |
| Valorant                     | 2 de junho de 2020    | Tiro em primeira pessoa      | Windows                                                                       | [ 17 ]               |
| LoL Esports Manager          | 2020                  | Simulação                    | Android/iOS/Windows                                                           | [ 18 ]               |
| Ruined King                  | 16 de junho de 2021   | RPG eletrônico de estratégia | Playstation 4, Playstation 5, Xbox One, Xbox Series, Nintendo Switch, Windows | [ 19 ]               |
| Hextech Mayhem               | 16 de junho de 2021   | Jogo de ritmo                | Nintendo Switch, PlayStation 4, Xbox One, Windows                             | [ 20 ]               |
| Convergence                  | TBA                   | Ação em plataforma           | PC e consoles                                                                 | [ 21 ]               |
| 2XKO (Projeto L)             | TBA                   | Jogo eletrônico de luta      | TBA                                                                           | [ 22 ] [ 23 ] [ 24 ] |
| Projeto F                    | TBA                   | TBA                          | TBA                                                                           | [ 22 ] [ 23 ] [ 24 ] |
| Desconhecido                 | TBA                   | MMORPG                       | TBA                                                                           | [ 25 ] [ 26 ]        |

### Mini-jogos
| Jogos                     | Ano  | Mês     | Gênero        | Plataforma        | Nota |
| ------------------------- | ---- | ------- | ------------- | ----------------- | --- |
| Astro Teemo               | 2013 | Março   | Arcade        | Windows/Mac       | Foi desenvolvido pela empresa Pure Bang Games e publicado pela Riot Games como uma brincadeira do Dia da Mentira de 2013 e ficou disponível por 24 horas. O jogo foi inspirado em Jetpack Joyride com referências a Nyan Cat e pôde ser desbloqueado no quarto nível de League of Legends: Cho'Gath Eats the World. |
| Blitzcrank's Poro Roundup | 2015 | Agosto  | Sidescrolling | iOS/Android/Flash | Blitzcrank’s Poro Roundup é um jogo com personagens de League of Legends que se passa no universo do jogo da Riot Games. O título é de aventura, com elementos de “corredor infinito”, no qual o robô Blitzcrank precisa correr e coletar Poros, criaturas diminutas e indefesas.                                   |
| Mechs vs. Minions         | 2016 | Outubro | Tabuleiro     | Jogo de mesa      | Primeiro jogo de tabuleiro desenvolvido pela Riot Games. |

## Distribuição
A Riot Games já lançou e distribuiu na América Latina, Austrália, Nova Zelândia, Estados Unidos, Filipinas, Singapura, Vietnã, Malásia, Tailândia, Canadá, Hong Kong, Macau, Coreia do Sul, Taiwan, China, Europa, Brasil e Indonésia. Na China, o acionista primário da Riot, a Tencent, distribui o jogo online.